# Vipera transcaucasiana
Vipera transcaucasiana là một loài rắn độc trong họ Rắn lục. Loài này được Boulenger mô tả khoa học đầu tiên năm 1913.
Đây là loài đặc hữu đặc hữu các khu vực Gruzia và miền bắc Thổ Nhĩ Kỳ Anatolia. Loài rắn này phát triển đến tổng chiều dài tối đa (thân + đuôi) 75 cm (30 in), nhưng thường không quá lớn. 